# フロリアン・ロス
フロリアン・ロス（Florian Roșu、1993年4月20日 - ）は、スーペルリーガ、CSMシュティインツァ・バヤ・マーレに所属するラグビーユニオン選手。

## プロフィール
- ルーマニア出身[1]。
- ポジションはフランカー(FL)、ナンバーエイト(No.8)。
- 身長 193cm、体重 106kg
- ルーマニア代表キャップは1（2024年12月現在）でラグビーワールドカップ2023のルーマニア代表に選ばれた[2]。

## 略歴
CSデミノー・バイア・マーレ、CSディナモ・ブクレシュティを経て、2023年、CSMシュティインツァ・バヤ・マーレに加入。